# 先カンブリア時代
| 累代        | 代       | 紀                 | 基底年代 Mya |
| ----------- | -------- | ------------------ | ------------ |
| 顕生代      | 新生代   | 新生代             | 66           |
| 顕生代      | 中生代   | 中生代             | 251.902      |
| 顕生代      | 古生代   | 古生代             | 541          |
| 原生代      | 新原生代 | エディアカラン     | 635          |
| 原生代      | 新原生代 | クライオジェニアン | 720          |
| 原生代      | 新原生代 | トニアン           | 1000         |
| 原生代      | 中原生代 | ステニアン         | 1200         |
| 原生代      | 中原生代 | エクタシアン       | 1400         |
| 原生代      | 中原生代 | カリミアン         | 1600         |
| 原生代      | 古原生代 | スタテリアン       | 1800         |
| 原生代      | 古原生代 | オロシリアン       | 2050         |
| 原生代      | 古原生代 | リィアキアン       | 2300         |
| 原生代      | 古原生代 | シデリアン         | 2500         |
| 太古代      | 新太古代 | 新太古代           | 2800         |
| 太古代      | 中太古代 | 中太古代           | 3200         |
| 太古代      | 古太古代 | 古太古代           | 3600         |
| 太古代      | 原太古代 | 原太古代           | 4000         |
| 冥王代      | 冥王代   | 冥王代             | 4600         |
| 1. 2. 3. 4. |          |                    |              |

先カンブリア時代（せんカンブリアじだい、英：Precambrian age）とは、地球が誕生した約46億年前から肉眼で見える大きさで硬い殻を持った生物の化石が初めて産出する5億4,100万年前までにあたる地質時代の一つ。
生物の進化史を元に冥王代、太古代、原生代の三つの累代に区分されている。そのため地球史を構成する4つの累代のうち3つが先カンブリア時代に属することになる。なお4つ目の累代は、古生代・中生代・新生代の全てが含まれる顕生代である。
先カンブリア時代に関しては詳しいことがあまり分かっておらず、現在知られていることもほとんどはここ数十年で解明されてきたことである。

## 名称

地球時計

先カンブリア代(せんカンブリアだい、英：Precambrian eon(s))、（顕生代に対し）隠生代(いんせいだい、英：Cryptozoic eon(s)) とも呼ばれる。
隠生代という名称は、大型生物などの化石がほとんど見つからないことから、先カンブリア時代終了から現在までの、化石が大量に見つかる時代である顕生代と対照して名付けられた。
かつて、年代測定の手段が化石の比較による相対年代しかなかった時代には、明瞭な化石が出る最古の時代である古生代最初のカンブリア紀以前の地質時代を区分することが出来なかった。そのため、一括して先カンブリア紀 (英：Precambrian period)と呼ばれていたが、研究が進み累代および代が設定されたため、現在では使われなくなった。

## 先カンブリア時代の地球
地球は約46億年前に、太陽の周囲を廻る軌道にあった天体、すなわちミニ惑星が合体して形成されたとされる。小さな塵などが合体して火星ほどの大きさになり、それがさらに10個ほど衝突して現在の地球となった。このうち最後の衝突はジャイアント・インパクトと呼ばれ、月ができる原因になったとされる。原始地球の表面は岩石が溶けたマグマの海で覆われ、水は水蒸気、雲として大気中に存在していた。やがて微惑星の衝突がおさまり表面温度が下がると地殻が形成され、水蒸気は雨として降り海洋を形成したと考えられている。こうした活動が続いたこともあり、約40億年前には地球のほぼ全体が海で覆われるようになった。現在地球上で見つかっている最古の岩石が約44億400万年前のものであることから、少なくともこの頃までには地殻は形成されていたようである。
40億年前から38億年前の期間に、それまで減少傾向だった隕石の衝突が再び急激に増加したことが月のクレーターの調査から明らかになり、隕石重爆撃期と呼ばれるようになってきたが、なぜ太陽系ができてから6億年も経った時期に隕石の衝突が増えたのか、原因はまだ分かっていない。

## 生命

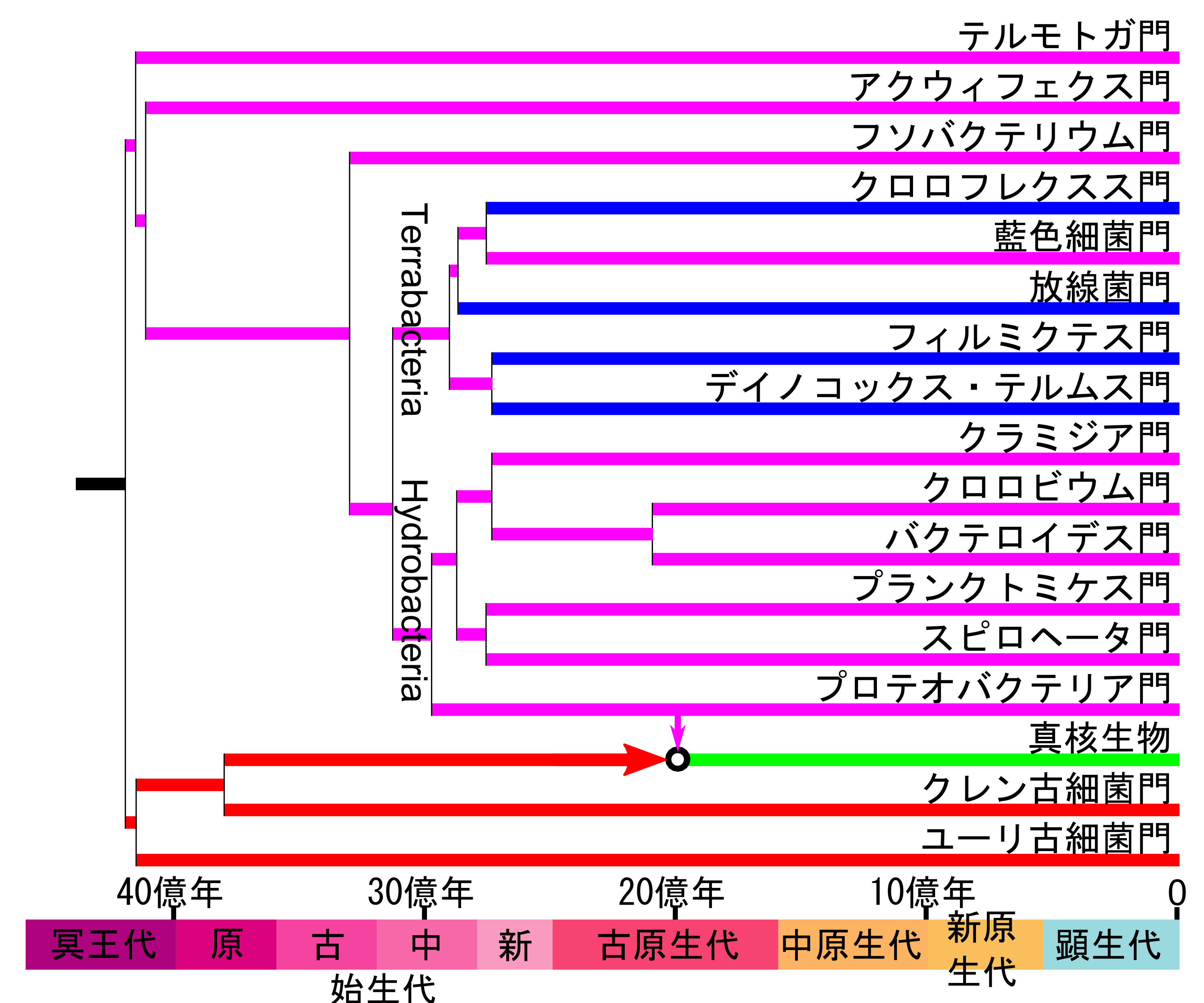
全生物の系統樹の例。赤は古細菌、緑は真核生物、青及び紫は細菌。

生命がいつ誕生したかについては諸説あるが、グリーンランドのイスア地方で、38億年前の岩石に生命由来のものと思われる炭素の層が見つかっている。35億年前の細菌類の化石が、南アフリカのオルフェルワクト層のチャートから発見されている。
西オーストラリアビルバラ地域では保存状態が良好な34億6,000万年前以前の原核生物の化石（ワラウーナチャートとエイベックスチャートという岩石から出たもの）が発見されている。また、同時期の地層からメタン生成の証拠が出ており、メタン菌はユーリ古細菌の特定クレードに集中することから、この時期既に生物の分化が進んでいた可能性がある。
生命が発生したのは早ければ43億年前であるとする研究者もいる。このように先カンブリア時代を通して、原始的生命体が生きていた確実な証拠が見つかっている。
およそ27億年前頃までには、藍色細菌が現れた。藍色細菌が光合成を行う際に不必要なものとして廃棄された物質が酸素であり、これらの生物が光合成を行い続けるにつれて、わずかにではあるが酸素の濃度は少しずつあがっていった。酸素は後に、他の生命が生息していくための一つのエネルギー源にもなる物質として利用されることになる。系統解析からは、太古代の終わりには細菌と古細菌の多くの門が出そろったと推定されている。
22億年前前後には大酸化イベント（w:en:Great Oxygenation Event）が進行した。酸素を必要としない嫌気呼吸する嫌気性細菌と好気性細菌が入れ替わったと推定され、地球生命史における「生物の最初の大絶滅と棲み分け」であったと考えられる。
19億年前になると、カナダ・スペリオル湖北岸のガンフリント層（主にチャートの地層）から多くの微化石が産出するようになる。それらは球状・繊維状の形態をした細菌類である。
真核生物の出現は不確かだが、21億前までには最初の真核生物が表れたと推定されている。ただし、初期の真核生物の系統の多くは残っておらず、多様化が進んだのは11億年前とする説がある。
米国テキサス州とインドでの古い不確かな報告以外では、複雑な多細胞生物と考えられる最古の証拠は約6億年前のものである。世界各地の約6億年前から約5億4200万年前にかけての地層から、現在のものとは全く違う無脊椎動物の痕跡が見つかっている。これらはエディアカラ生物群と呼ばれる。先カンブリア時代末期の5億4,400万年前には、異なった形態の生物が出現する。これは「有殻微小動物群」(Small shelly fauna) と呼ばれるが、詳しい事はほとんど分かっていない。この生物群は顕生代の始め、カンブリア紀のごく初期に消滅し、入れ替わるようにして多様な生物群が出現した。これはバージェス動物群と呼ばれるが、この生物群の爆発的な多様化をカンブリア爆発と呼ぶ。
1950年から1980年にかけてソ連や北米の古生物学者たちがトモティアン動物相をカンブリア系基底の堆積物の下から発見した。これらの生物は小さな骨格を持っており、小さな管や円錐の殻からできている。6億年前の動物相であり、エディアカラ動物相と系統的関係がない。しかし、カンブリア系の化石の生物の多くのものの直接の先祖であるらしい。

## プレートテクトニクス
先カンブリア時代のプレートテクトニクスの様子は曖昧にしか分かっていない。当初は海ばかりでほとんど陸は無かったと考えられている。プレートが他のプレートの下に沈み込む場所で造山運動が始まり、小さな島や日本列島のような弧状列島などができ、やがてそれらが拡大、合体して次第に大きな陸塊へと成長していった。約27億年前には、マントルの対流が二層対流から一層対流へと変わったことでプレートが大きくなり、次第に大陸が形成されていった。
またこの頃、激しい火山活動により大陸が急成長した。約19億年前には、初めての超大陸であるヌーナ大陸が形成された。これは現在の北アメリカ大陸ほどの大きさだったとされる。この頃、2度目の大陸急成長が起きた。その後の大陸移動の様子は研究者によって大きく意見の食い違いがあり、存在した大陸の名前も確定していない。
超大陸ヌーナが分裂した後、10億年前に超大陸ロディニアが形成され、6億年前に分裂したという説や、10億年前に超大陸パノティアが形成され、それが一旦分裂した後、6億年前に超大陸ロディニアが形成されたという説、さらには15億年前頃にも超大陸が形成されたという説もある。7億年前から5億年前頃には、3度目の大陸急成長期があった。

## 氷期
この時代には、何度かの氷期があった痕跡が認められる。現在分かっている最古の氷期は、約24億年前から約22億年前の頃のヒューロニアン氷期である。また、8億年前から6億年前にかけては2度の氷期が訪れ、スターティアン (Sturtian) 氷期、ヴァランガー (Varangian) 氷期と言われている。最近では、これらの氷期において、地球が赤道まで氷河に覆われるスノーボールアース（全球凍結）と呼ばれる状態になった可能性が指摘されている。

## 大気
初期の大気は地球が形成された約46億年ごろからすでにあったとされているが、その他の初期の大気についてはほとんど分かっていない。地球上での酸素の存在が確認されたのは約35億年前であるが、いずれにしろ当時における酸素成分は非常に少なかった。
初期の大気は、水蒸気がおよそ300気圧、二酸化炭素や一酸化炭素が50気圧から100気圧、窒素が1気圧ほどだったと考えられている。しばらくすると水蒸気が凝縮して海が形成され、二酸化炭素が主成分となった。初期の太陽は光度が現在の70％ほどしか無かったが、大量の二酸化炭素の温室効果のため、現在よりもかなり気温は高かった。地表の気温が60℃を超えていたと考えられる痕跡も残っている。二酸化炭素は海に吸収されたり、炭酸カルシウムとなって沈殿したりして徐々に減少していった。
27億年前にはシアノバクテリアによる光合成が始まり、酸素が大量に作り出されるようになる。生じた酸素は主に海水中の鉄イオンなどと化学反応を起こし、大量の酸化鉄を沈殿させた。現在使われている鉄鉱石やマンガンなどの大部分は、この時沈殿した酸化物が隆起して地上に現れたものを掘り出して生産されている。古い岩石には、この時に鉄と酸素が結合して沈殿した証拠である縞状鉄鉱層が大量に含まれている。海水中のイオンをほとんど沈殿させると、酸素は大気中へと放出され、蓄積していった。こうして、現在のように、酸素が大気の主成分の1つとなっていった。